# East Lansing
East Lansing è una città del Michigan, negli Stati Uniti. La città è posta ad est della capitale, Lansing. La popolazione si aggira attorno ai 46.500 abitanti. Il primo insediamento della città è fatto risalire al 1847.
È sede di università, la Michigan State University con la sua squadra di pallacanestro, i Michigan State Spartans che militano nella prestigiosa Big Ten Conference.
Nella città ha sede anche l'Eli & Edythe Broad Art Museum.